# 앵글어
앵글어(또한 도서 게르만어 그리고 영국어족)는 고대 영어와 그로부터 전해진 언어들을 포함하는 언어적 변이들의 집합이다. 중세 영어, 근대 영어, 현대 영어, 고대 스코트어, 중세 스코트어, 현대 스코트어, 그리고 지금은 사멸된 아일랜드의 욜라어와 핑갈어가 포함된다.
영어에서 비롯된 크리올들은 일반적으로 포함되지 않는다. 앵글어는 다음과 같이 이루어져 있다.
하위분류:
- 앵글어
  - 영어
  - 스코트어(저지 스코틀랜드어)
  - 욜라어(사멸)
  - 핑갈어(사멸)

상위목록:
앵글로프리지아어
| 고대 영어 (노섬브리아어, 메르시아어, 켄트어(고대 표준 영어), 웨스트 색슨어) |                     |                              |                              |                              |                                  |
| 초기 북부 중세 영어                                                         | 초기 북부 중세 영어 | 초기 중부 & 남동부 중세 영어 | 초기 중부 & 남동부 중세 영어 | 초기 남부 & 남서부 중세 영어 | 초기 남부 & 남서부 중세 영어     |
| 초기 스코트어                                                               | 북부 중세 영어      | 중부 중세 영어               | 남동부 중세 영어             | 남부 중세 영어               | 남서부 중세 영어                 |
| 중기 스코트어                                                               | 북부 근대 영어      | 중부 근대 영어               | 대도시 근대 영어             | 남부 근대 영어               | 남동부 근대 영어, 욜라어, 핑갈어 |
| 스코트어                                                                    | 현대 북부 영어      | 현대 중부 영어               | 현대 표준 영어               | 현대 남부 영어               | 현대 영국 제도 서부 방언         |